# Heilung
Heilung és una banda de música folk experimental europea. Format el 2014 a Copenhaguen, Dinamarca, el grup està format per membres de Dinamarca, Noruega i Alemanya. La seva música es basa en textos i inscripcions rúniques de pobles germànics de l'⁣Edat del Ferro i de l'Edat Viking. Heilung descriu la seva música com a "història amplificada del nord d'Europa alt medieval". La seva música és generalment sobre divinitats germàniques, els Jǫtnar i les valquíries. "Heilung" és un substantiu alemany que significa "curació".

## Història
La banda Heilung va ser fundada l'any 2014 a Copenhaguen (Dinamarca) pel vocalista Kai Uwe Faust (un tatuador alemany especialitzat en tatuatges en nòrdic antic) i el productor danès Christopher Juul. Juul, que havia dirigit el seu propi estudi d'enregistrament, Lava, a Copenhaguen des del 2003, el qual admirava el treball visual de Faust com a tatuador, així que van arribar a una ganga: Faust li va oferir uns tatuatges gratuïts a canvi d'ajudar a gravar alguns poemes. Així fou com van iniciar Heilung.
L'any 2015, Maria Franz (parella de Juul i cantant de la banda de rock progressiu/pop-rock Euzen en la qual Juul també tocava el piano i l'electrònica) va començar a treballar amb Heilung, originalment com a vocalista de sessió. El 2015, la banda va publicar el seu àlbum debut Ofnir, i poc després Franz es va convertir en el tercer membre oficial de la banda.
Les primeres actuacions de la banda el 2017 van ser al Castlefest i al Midgardsblot Metalfestival. L'actuació de Castlefest va ser gravada i llançada amb el títol de Lifa a YouTube i com a àlbum en directe. La seva actuació del 2017 a Midgardsblot va ser catalogada per Metal Hammer com una de les deu millors actuacions del 2017. Més tard aquell any, la banda va signar un contracte amb el segell Season of Mist.
El 20 d'abril de 2018, els dos àlbums Ofnir i Lifa que s'havien editat prèviament es van reeditar en vinil i CD.
La banda va compondre la banda sonora del videojoc Senua's Saga: Hellblade II. Fragments de la música d'Heilung es van utilitzar durant la sisena temporada de la popular sèrie de televisió Vikings.
Heilung va llançar el seu tercer àlbum d'estudi, Drif, el 19 d'agost de 2022 a través de Season of Mist. L'àlbum va assolir el número 9 i el número 25 a les llistes d'àlbums alemanys i austríacs, respectivament. Heilung va actuar al Festival de Glastonbury 2024.
El novembre de 2024, Heilung va anunciar una gira europea per al 2025, amb un espectacle final el 17 d'agost després del qual planejaren fer una pausa.

## Estil
Segons Faust, el nom de la banda, "Heilung", que significa "curar" en alemany, diu alguna cosa sobre l'estil de la banda: "Se suposa que l'oient es deixa a gust i en un estat relaxat després d'un viatge musical màgic que de vegades és turbulent". Els enregistraments de la banda no es limiten a la música, sinó que també contenen poemes i la paraula parlada.
Les referències a les primeres edats de les cultures europees també es fan utilitzant textos d'artefactes històrics o poemes històrics. Els idiomes utilitzats són variats, com l'alemany, l'anglès, el gòtic, l'alt alemany antic, l'islandès, el llatí, l'anglès antic, el protonòrdic, el protogermànic i el nòrdic antic de l'època vikinga.
Com a instruments, s'utilitzen elements que potser ja estaven disponibles per als humans a l'edat del ferro, com ara tambors, ossos o llances. Segons una entrevista d'agost de 2018, els instruments que utilitzen consisteixen en:
- tambors, inclòs un amb pell de cavall pintada amb sang humana, dos tambors amb pell de cérvol i un tambor amb pell de cabra
- ossos, inclòs un os de l'avantbraç humà i ossos de cérvol
- un sonall de banya de búfal
- un sonall d'argila amb cendres humanes
- una campana ritual hindú
- antiguitats dels temples
- una copa de plata reconstruïda de l'⁣època víking
- un ravanahatha (un instrument antic utilitzat a l'Índia, Sri Lanka i les zones circumdants, originari del poble Hela, després portat al nord de l'Índia per Hanuman i després a l'Índia)
- altres sonalls, xiulets i instruments de percussió

El cant de gola de Faust recorda l'estil mongol. Juul utilitza un xiuxiueig com a veu.
Els membres de la banda porten vestits elaborats a l'escenari. Aquestes es basen en part en les "tradicions espirituals dels pobles circumpolars eurasiàtics⁣", o són reproduccions històricament correctes de la roba nòrdica de l'edat del bronze.

## Membres
Membres actuals
- Kai Uwe Faust - veu (2014-present)
- Christopher Juul - música, producció (2014-present)
- Maria Franz - veu (2015-present)

Músics de sessió/gira
- Jacob Lund (2017-present)
- Nicolas Schipper (2021-present)
- Annicke Shireen (2018-present)
- Mira Ceti (2021-present)
- Emilie Lorentzen (2018-2022)
- Juan Pino (2017–2018)
- Alex Opazo (2017-2022)
- Jonas Lorentzen (2017-2018)

Grup d'espectacles ("Heilung warriors Europe")
- Espen Winther (2017-2018)
- Pan Bartkowiak (2017–2024)
- Faber Horbach (2017-2022)
- Leon Remie (2017)
- Marijn Sies (2017-2024)
- Ruben Terlouw (2017-present)
- Jens de Vries (2017-2022)
- Gwydion Zomer (2017-present)
- Martin Skou (2018-present)
- Martin Kufahl (2018-present)
- Emilie Lorentzen (2018)
- Mira Ceti (2019)
- Jarasol (2019-present)
- Obban (2019-present)
- Sami (2019-present)
- Edward Boyter (2019-present)
- Nadja Kalameiets (2019-present)
- Janne van Ooij (2019-present)
- Adélie (2022-present)
- Chloe Bakker (2022-present)
- Mitchell Bosch (2022-present)
- Luca Borsoti (2022-present)
- Jeff Coyard (2022-present)
- Kristian (2022-present)
- Katalin Papp (2022-present)
- Steven Pilon (2022-present)
- Annet Postma (2022-present)
- Nina Schilp (2022-present)
- Rowan Schuddeboom (2022-present)

Grup d'espectacles ("Heilung warriors USA")
- Alex Chabot (2020-present)
- Danny Davies (2020)
- William Johnson (2020)

## Discografia
Àlbums d'estudi
- Ofnir (2015, autoedició; reeditat el 2018 a Season of Mist)
- Futha (2019, Season of Mist)
- Drif (2022, Season of Mist)

Àlbums en directe
- Lifa (2017, Season of Mist)
- Lifa Iotungard (2024, Season of Mist)

## Elogis
Heilung va ser nominat a la categoria de millor banda underground per al premi Metal Hammer Golden Gods el 2018.
Heilung va empatar al World Traditional Award als 18ns Independent Music Awards amb la cançó Norupo.